# Jonas Michelbrink
Jonas Michelbrink (* 23. Juni 2001 in Hannover) ist ein deutsch-litauischer Fußballspieler, der aktuell bei MSV Duisburg unter Vertrag steht.

## Karriere

### Verein
Michelbrink begann seine fußballerische Ausbildung bei Berolina Stralau. 2014 wechselte er ins Jugendleistungszentrum der Hertha. Dort kam er ab 2014 bei der U14 der Berliner zum Einsatz. Am 19. Februar 2017 (17. Spieltag) debütierte er für die U17 gegen die Altersgenossen von Eintracht Braunschweig. In der gesamten Saison 2016/17 kam er in neun weiteren Ligaspielen der A-Junioren zum Einsatz. Seine ersten beiden Tore schoss er in der Folgesaison bei einem 5:1-Sieg ebenfalls gegen Braunschweig. In seiner ersten kompletten Saison mit den B-Junioren beendete er mit 3 Toren und 5 Vorlagen bei 25 Einsätzen. Bei einer 4:2-Niederlage gegen den VfL Wolfsburg in der kommenden Spielzeit 2018/19 debütierte er für die höchste Juniorenaltersklasse in der Startelf. Bei seinem dritten Einsatz schoss er gegen den VfL Osnabrück den 1:0-Siegtreffer und somit sein erstes Tor für die U19. Die erste U19-Saison absolvierte Michelbrink unter anderem auch in der Youth League, insgesamt lief er 28 Mal in allen Wettbewerben auf und schoss dabei 3 Tore. In der Saison 2019/20 war er an 7 Toren in insgesamt 20 Spielen (bis zum Ligaabbruch) direkt beteiligt. Zur Spielzeit 2020/21 erhielt er seinen ersten Erwachsenenvertrag bei der zweiten Mannschaft der alten Dame. Bei seinem Debüt am 15. August 2020 (1. Spieltag) schoss er gegen 1. FC Lokomotive Leipzig in der Startelf stehend sein erstes Tor im Seniorenbereich. Am 12. Mai 2021 (31. Spieltag; nachgeholt) debütierte er für die Bundesliga-Mannschaft bei einem 2:1-Sieg gegen den Absteiger FC Schalke 04, als er in der 76. Minute von Pál Dárdai für Javairô Dilrosun in die Partie kam. Im September 2021 unterschrieb Michelbrink seinen ersten Profivertrag mit einer Laufzeit bis zum 30. Juni 2023. Er wurde jedoch im Laufe der Spielzeit aus dem Profikader aussortiert und kam nur für die zweite Mannschaft zum Einsatz, für die er in der Saison 2021/22 31 Regionalligaspiele absolvierte. Anschließend wechselte der Mittelfeldspieler mit einem Zweijahresvertrag weiter zum MSV Duisburg in die 3. Liga.

### Nationalmannschaft
Am 7. Oktober 2017 kam Michelbrink einmal für die deutsche U-17-Nationalmannschaft zum Einsatz. Beim 4:3-Testspielsieg in Dänemark wurde er in der 58. Minute für Fabrice Hartmann ausgewechselt. Theoretisch könnte er auch noch für die Mannschaften des litauischen Fußballverbands auflaufen.

## Erfolge
- Meister der Regionalliga West 2025 und Aufstieg in die 3. Liga (mit dem MSV Duisburg)

## Privates
Sein jüngerer Bruder Lukas Michelbrink (* 2005) ist ebenfalls Fußballspieler und bei den A-Junioren von Hertha BSC aktiv.
Seine Mutter ist Litauerin und kommt aus Litauen.